# Grote geelkuifkaketoe
De grote geelkuifkaketoe (Cacatua galerita) is een grote witte kaketoe die met een aantal ondersoorten voorkomt op het Australische continent en naburige eilanden.
Het woord Cacatua is de gelatiniseerde versie van het Maleisische Kakatua, wat 'oudere zus' betekent. Het woord galerita is Latijn voor gekuifd.

## Ondersoorten

### Gewone grote geelkuifkaketoe
Cacatua galerita galerita (Latham, 1790)
Het verenpak is wit. Hun oordekveren zijn lichtgeel en hun kuif is heldergeel. Hun ondervleugelveren en onderstaartveren zijn doorlopen met geel. Het gebied rondom hun keel en wangveren zijn lichtelijk geel gekleurd. De huid rondom hun oogring is wit, soms met een hele lichtblauwe waas. De iris van de man is zwartbruin en hun poten zijn donkergrijs. Hun snavel is zwart. De volwassen poppen (vrouwtjes) zijn vrijwel gelijk aan de volwassen mannen, alleen is hun iris roodbruin en zijn ze over het algemeen zwaarder dan de mannen. Onvolwassen grote geelkuifkaketoes hebben een donkere iris. De verkleuring van de iris treedt op bij het volwassen worden op een leeftijd van drie tot vier jaar. Erg jonge kaketoes hebben een zacht grijs tintje op hun voorhoofd en op de veren van hun vleugels.
De grote geelkuifkaketoe is 50 centimeter lang en weegt gemiddeld 870 gram. Zijn vleugels zijn 33,6 centimeter lang en zijn staart is 21,8 centimeter. De snavel van de grote geelkuifkaketoe meet 4,4 centimeter en de lengte van het loopbeen is 3,3 centimeter. De grote geelkuifkaketoe moet geringd worden met stalen naadloos gesloten ringen in maat 12,0.

### Fitzroy geelkuifkaketoe
Cacatua galerita fitzroyi (Mathews, 1912)
In het Nederlands is deze kaketoe ook bekend als Mathew's kaketoe. De Engelse benaming is Mathews' Cockatoo of Fitzroy's Cockatoo. In het Frans bekend als Cacatoès de Mathews; in het Duits als Mathews-Gelbhaubenkakadu; in het Portugees als Cacatua de Mathews en ten slotte in het Spaans bekend als Cacatùa de Mathews. Fitzroyi is een gelatiniseerde versie van de naam van de Fitzroyrivier in het noorden van West-Australië, waar deze ondersoort voor het eerst waargenomen is.
Uiterlijk als Cacatua galerita galerita, maar deze ondersoort heeft geen gele oordekveren en gele keel. De huid rondom de oogring is lichtelijk blauw gekleurd en de snavel is breder en hoekiger. De meeste Mathews' kaketoes zijn kleiner. De pop en de onvolwassen Mathews' kaketoes hebben dezelfde onderscheidende kenmerken als de nominaatvorm.
De gemiddelde lengte van de Mathews' kaketoe is 48 centimeter. Zijn vleugels zijn 33,2 centimeter lang en zijn staart meet 20,6 centimeter. De snavel van de Mathews' kaketoe is 4,0 centimeter lang en de lengte van het loopbeen is 3,2 centimeter. De Mathews' Geelkuifkaketoe weegt gemiddeld 750 gram en moet geringd worden met stalen naadloos gesloten ringen in maat 11,0.

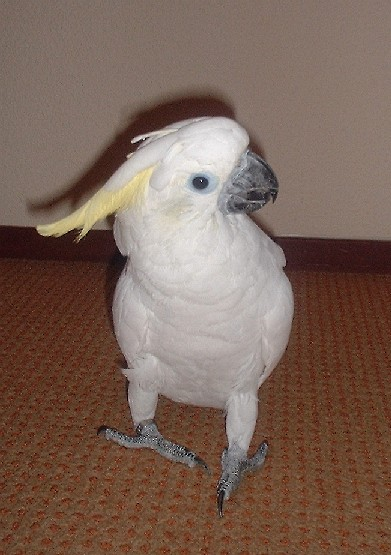
tamme tritonkaketoe

### Tritongeelkuifkaketoe
Cacatua galerita triton Temminck, 1849
De Engelse benaming is Triton Cockatoo. Frans Cacatoès de triton; Duits Tritonkakadu; in het Portugees als Cacatua de Triton en in het Spaans Cacatùa de Triton. Het woord triton is genoemd naar het Nederlandse schip 'Triton' welk in 1828 aanmonsterde aan de kust van het westelijk deel van Nieuw-Guinea. De Nederlanders zagen deze ondersoort voor het eerst en vingen enkele exemplaren.
Als de Cacatua galerita galerita, maar deze ondersoort heeft een bredere en meer afgeronde kuif en de huid rondom de oogring is blauw. Over het algemeen is deze kleiner dan de nominaatvorm. De pop en de onvolwassen Triton kaketoes hebben dezelfde kenmerken als de nominaatvorm. De lengte van de Tritonkaketoe is ongeveer 46 centimeter. Zijn vleugels zijn 29,9 centimeter in lengte en zijn staart is 15,5 centimeter. De snavel van de Tritonkaketoe is 4,2 centimeter en de lengte van het loopbeen is 3,0 centimeter. De Tritonkaketoe weegt gemiddeld 650 gram en moet geringd worden met stalen naadloos gesloten ringen in maat 11,0.

### Middelste geelkuifkaketoe
Cacatua galerita eleonora Finsch, 1863 - ook wel Eleonora kuifkaketoe
De Engelse benaming is Eleonora Cockatoo of Eleonora's Cockatoo. Frans Cacatoès Eleonora; Duits Finschs Gelbhaubenkakadu; in het Portugees als Cacatua de Eleonora en in het Spaans Cacatùa de Eleonora. De naam Eleonora is gegeven door Otto Finsch, hij ontdekte deze nieuwe ondersoort in de dierentuin van Amsterdam, Artis, en noemde hem naar de vrouw van de dierentuindirecteur, Maria Eleonora van der Schroef.
Deze ondersoort lijkt op de ondersoort Cacatua galerita triton maar heeft een veel kleinere snavel. Gemiddeld genomen, is deze kaketoe de kleinste van deze vier grote geelkuifkaketoes. De pop en de onvolwassen Eleonora kaketoes hebben dezelfde kenmerken als de nominaatvorm. De Eleonora kaketoe is ongeveer 44 centimeter in lengte. Zijn vleugels zijn 28 centimeter lang en zijn staart meet 13,7 centimeter. De snavel van de Eleonora kaketoe is 3,4 centimeter en de lengte van het loopbeen is 2,6 centimeter. De Eleonora kaketoe weegt gemiddeld 600 gram en moet geringd worden met stalen naadloos gesloten ringen in maat 11,0.

## Verspreiding en leefgebied
De grote geelkuifkaketoe is inheems in het oosten en zuidoosten van Australië tot het meest zuidoostelijke deel van het zuiden van Australië, Tasmanië en King Island. De grote geelkuifkaketoe is geïntroduceerd aan de oostkust van het Noord Eiland van Nieuw-Zeeland en in een uitgebreid gebied rondom en ten westen van Perth in West-Australië. De grote geelkuifkaketoe neemt in aantal toe in bevolkte gebieden binnen zijn leefgebied, met name rondom Sydney waar ze nu algemeen voorkomen in de buitenwijken.

De Mathews' kaketoe is inheems in noordelijk Australië vanaf de Fitzroy Rivier tot aan de Gulf of Carpentaria en alle grotere kusteilanden. Er zijn overlappende leefgebieden met de Cacatua galerita galerita rondom de Gulf of Carpentaria. De Triton kaketoe is inheems in Nieuw-Guinea en de Westelijke Papoea eilanden, de eilanden in Geelvink Baai, Goodenough, Fergusson en Normanby, de Louisiade Archipel en de Trobriand en Woodlark Eilanden. Hij is geïntroduceerd op Ceramlaut en Goramlaut, Indonesië alsook de Palau Eilanden in de Stille Oceaan. De Eleonorakaketoe is inheems op de Aru Eilanden, Indonesië en is geïntroduceerd op de Kai Eilanden, Indonesië.

## Algemene informatie

### Leefgebied
Het bos, en dan met name de gedeeltelijk geruimde gebieden, de open bosgebieden, de bosranden en de halfdroge gebieden met bomen tot op hoogte van 15 meter, en op sommige plaatsen tot op hoogtes van 24 meter; zijn hun natuurlijk leefgebied. Ze bezoeken ook de mangroven in sommige gebieden en worden soms gezien terwijl ze foerageren in gecultiveerde gebieden en in de buurt van menselijke nederzettingen.

### Status voor de wet
De grote geelkuifkaketoes komen in hun leefgebied algemeen voor, maar in sommige van hun leefgebieden zijn hun aantallen sterk verminderd door de jacht en de vangst voor de dierenhandel (Nieuw-Guinea). Hun voorkeur voor rijpend graan veroorzaakt nogal wat schade in de landbouwgebieden. Dit wordt nog steeds als reden aangevoerd om de grote geelkuifkaketoes constant te vervolgen in landbouwgebieden.
De grote geelkuifkaketoe heeft een groot verspreidingsgebied en daardoor alleen al is de kans op uitsterven gering. De grootte van de populatie is niet gekwantificeerd, maar gaat in aantal achteruit onder meer door versnippering van het leefgebied en vervolging. Echter, het tempo ligt onder de 30% in tien jaar (minder dan 3,5% per jaar). Om deze redenen staat deze kaketoe als niet bedreigd op de Rode Lijst van de IUCN.
Voor de wetgeving vallen de geringde grote geelkuifkaketoes onder de CITES II en Bijlage B van EG-Basis-verordening 338/97. Hierdoor mogen ze geringd binnen de Europese Unie vrij worden gehouden en verhandeld worden, en hiervan hoeft u geen administratie bij houden (artikel 2 lid 1c punt 1 Regeling administratie Flora- en faunawet). Ongeringde grote geelkuifkaketoes kunnen binnen de EG ook vrij worden gehouden en verhandeld mits aantoonbaar is dat u ze legaal hebt verkregen (artikel 8 lid 1 en 2 vrijstellingsregeling Flora- en Faunawet) en hiervan hoeft u geen administratie bij houden (artikel 2 lid 1c punt 2 Regeling administratie en bijlage 1 Regeling administratie Flora- en Faunawet).

### Gedrag
De sedentaire grote geelkuifkaketoes leven in paren of een kleine groepen tot maximaal 30 kaketoes. In Australië zijn er groepen van enkele honderden kaketoes waargenomen buiten het broedseizoen. De grote geelkuifkaketoes in Nieuw-Guinea zijn makkelijk benaderbaar maar in Australië zijn ze niet makkelijk benaderbaar. Ze zijn altijd erg beducht op gevaar, maar desondanks toch lastig te vinden in het dichte gebladerte. Bij uitzondering worden ze ook in grotere aantallen in bomen gevonden waarin ze ook foerageren. De grote geelkuifkaketoe geeft er de voorkeur aan om in hoge bomen te rusten aan de rand van het bos. Bij zonsopkomst vliegt hij luid schreeuwend naar de dichtstbijzijnde waterplaatsen en brengt de rest van de dag door in het gebied waar hij ook foerageert. Grote geelkuifkaketoes foerageren het liefst in de bomen, maar doen dit ook op de grond waar ze erg waakzaam zijn. Sommige kaketoes fungeren dan als wachtposten in Australië terwijl de rest van de groep naar voedsel zoekt, maar in Nieuw-Guinea leven de grote geelkuifkaketoes alleen in de bomen en niet in grote groepen, zodat het daar niet nodig is. Grote geelkuifkaketoes brengen het heetste deel van de dag door in de schaduw van boomtoppen. Ze knagen op bladeren en boomschors en 's avonds keren ze terug naar hun rustbomen. Daar zijn ze dan erg luidruchtig en twistziek tot aan de zonsondergang. Grote geelkuifkaketoes migreren tussen verschillende gebieden in de winter en de zomer. Hun vlucht is snel met korte vleugelslagen, afgewisseld door glijvluchten, vaak in grote cirkels. Hun vlucht wordt vergezeld door hun hard, repeterend gekrijs maar soms ook schreeuwen, fluiten, of klokken. De roep van de Tritonkaketoe is zachter dan de overige soorten. De alarmroep van de grote geelkuifkaketoe is erg schel.

### Dieet in de natuurlijke leefomgeving
Zaden zijn de belangrijkste voedselbron (inclusief distel en graszaden) van de grote geelkuifkaketoes. Fruit, bessen, bloesem, noten, wortels, bloemen, insecten en hun larven zijn een belangrijk deel van hun dieet. Grote geelkuifkaketoes vallen regelmatig gecultiveerde gebieden binnen.

### Broedgedrag
Het broedseizoen in het zuiden van Australië begint in augustus tot januari en in het noorden van Australië van mei tot september. In het zuiden van Nieuw-Guinea van augustus tot november en in het noorden van Nieuw-Guinea vanaf februari. Ze geven de voorkeur aan nestholtes in hoge bomen in de buurt van de waterplaatsen. De nesten worden gevonden op hoogte van 3,5 meter tot 30 meter. Soms gebruiken de grote geelkuifkaketoes ook spleten in de rotsen. Bij de hofmakerij benadert de man de pop met opgeheven kuif, waarbij hij zijn hoofd op en neer beweegt. Nadat ze elkanders verenpak opgepoetst hebben, vindt de paring plaats. Het legsel bestaat uit twee tot drie eieren, die gelegd worden op een mengsel van rottend hout, en kleine stukjes afgeknaagd hout. Beide de kaketoes broeden gedurende 30 dagen. Na het uitkomen van de eieren, blijven de jonge kaketoes nog 10 weken in het nest. De witte elliptische eieren meten 46,5 bij 33,5 millimeter en wegen 28 gram.

### Kaketoes als huisdier
Met name in de (vroege) ochtend kunnen de grote geelkuifkaketoes erg luidruchtig zijn. Het zijn echte knagers die regelmatig takken nodig hebben. De grote geelkuifkaketoe is na acclimatisering een geharde kaketoe. Hun karakter is in het begin schuw en gereserveerd, maar zal snel omslaan naar een vertrouwd gedrag naar de omgeving en de verzorger. Ze kunnen in een gemeenschappelijke volière gehouden worden, maar kleinere papegaaien kunnen in paniek raken als de grote geelkuifkaketoes te dichtbij komen. De precieze reden hiervan is nog niet bekend, mogelijk wordt de grote geelkuifkaketoe voor een roofvogel aangezien. De kaketoekenner Sindel is het met deze uitleg niet eens.
Een jong nog niet broedrijp paartje kost rond de € 2.500,00 en een broedrijp paartje rond de € 3.200,00. Een jonge handtamme grote geelkuifkaketoe kost rond de € 1.750,00. De meeste kaketoes zijn met de hand grootgebracht wat een zeer intensief werk is, vergelijkbaar met de zorg voor een mensenbaby gedurende ca. 2 maanden, met in het begin vele voedingen per dag. Dit verklaart mede de hoge prijs.

### Accommodatie
De buitenvolière moet 6 bij 2 bij 2 meter zijn met een aangrenzend binnenhok. Hij moet van metaal gemaakt worden met versterkt gaas omdat de grote geelkuifkaketoes het normale gaas makkelijk vernielen. De minimumtemperatuur voor hen is 5 °C. Het broedblok met de maten 40 bij 40 bij 100 centimeter gemaakt van dik hardhout of een boomstronk met een diameter van 25 centimeter. De hoeken van het broedblok moeten verstevigd worden met metaal omdat ze deze graag vernielen. Ook moet het broedblok diagonaal opgehangen worden om te voorkomen dat de grote geelkuifkaketoes op hun eieren kunnen springen tijdens de broedtijd.

### Dieet in avicultuur
Hun dieet moet bestaan uit zonnebloempitten, pompoenzaden, een mengsel van kleinere zaden (saffloer, millet, hennep, haver en graan), onkruidzaden, dennenappels en andere noten en halfrijpe maïs. Veel fruit en groentes, met name appel en sinaasappel, kersen, druiven en groenvoer (met uitzondering van sla) worden erg op prijs gesteld. U moet er echter op verdacht zijn dat de meeste grote geelkuifkaketoes erg behoudend zijn aangaande veranderingen in hun voedselpatroon en gewoontes.

### Broeden in avicultuur
Het eerste kweekverslag komt van Eugenie Delaitre van Saint Eugene, in de nabijheid van Algiers. Zij had een paartje in een kooi van 80 centimeter bij 50 centimeter gehuisvest. Dit paar wist tot een succesvol broeden te komen onder zeer beperkte omstandigheden, met één jonge grote geelkuifkaketoe in 1879 and twee kaketoes in 1880. In 1881 verhuisde Delaitre met haar kaketoes naar Nice (Frankrijk) waar ze weer een jonge kaketoe in dat jaar groot brachten. Hierna volgden ook kweeksuccessen in Duitsland en de rest van Europa.
Uit een onderzoek van de World Parrot Trust uit 1991 onder vier Europese dierentuinen en 15 hobbykwekers inzake Indonesische kaketoes bleek dat van de in totaal 35 paren Indonesische er 2 paren Tritonkaketoes waren. De 2 paren Tritonkaketoes legden samen 29 eieren (gemiddeld 14,5 eieren per paar) waarvan er geen onbevrucht (0%) waren en in totaal 12 jonge Triton kaketoes (41%) uitkwamen en 17 (59%) bevruchte eieren niet uitkwamen. Van de jonge Tritonkaketoes werden er geen (0%) door de ouders grootgebracht en vijf (42%) door middel van handopfok en zeven (58%) stierven voordat ze zelfstandig waren.
De andere Indonesische kaketoes waren zeven paren kleine geelkuifkaketoes (Cacatua sulphurea sulphurea) (21%), vijf paren oranjekuifkaketoes (Cacatua sulphurea citrinocristata) (15%), drie paren blauwoogkaketoes (Cacatua ophthalmica) (10%), zes paren Molukkenkaketoes (Cacatua moluccensis) (18%), vijf paren witte kaketoes (Cacatua alba) (15%) en zeven paren goffins kaketoes (Cacatua goffini) (21%). Ten aanzien van het totaal aantal van deze Indonesische kaketoes, 33 paren die samen 225 eieren (gemiddeld 6,8 eieren per paar) legden waarvan er 46 onbevrucht (21%) waren en 118 jonge kaketoes (52%) uitkwamen en 61 (27%) bevruchte eieren niet uitkwamen. Van deze 118 jonge Indonesische kaketoes werden er 15 (13%) door de ouders groot gebracht en 75 (63%) door middel van handopfok, terwijl er 28 (24%) stierven voordat ze zelfstandig waren.
Tegenwoordig is het broeden in onze avicultuur geen uitzondering meer. De paartjes moeten afgezonderd worden in grotere volières, waar ze een rustige omgeving nodig hebben. De grote geelkuifkaketoes broeden meestal niet voor hun vierde levensjaar en soms zelfs niet voor hun tiende levensjaar; het gemiddelde is vijf jaar. Het legsel bestaat uit twee of drie eieren welke 30 dagen bebroed worden. Daarna blijven de jonge grote geelkuifkaketoes nog tien weken in het broedblok. Aandachtspunt is nestinspectie die door paren niet altijd geaccepteerd wordt.

### Levensverwachting
Hun levensverwachting kan tot 110 jaar zijn. Een kaketoe, 'Cocky Bennett' uit Sydney, New South Wales werd zelfs 120 jaar oud en stierf in 1916. Aan het einde van zijn leven was deze hoogbejaarde papegaai bijna naakt. Ook zijn snavel was zwaar overgroeid. In 1968 stierf in Nottingham Park Aviary in Groot-Brittannië een grote geelkuifkaketoe op de leeftijd van 114 en in 1969 werd de dood van een 125 jaar oude grote geelkuifkaketoe bekendgemaakt door Bridge Sollers in Herefordshire, Groot-Brittannië. Hun verenpak begint ouderdomsverschijnselen te vertonen vanaf hun vijftigste tot zestigste levensjaar. In gevangenschap wordt de grote geelkuifkaketoe gemiddeld tussen de 85 en 100 jaar oud. In zijn natuurlijk leefgebied haalt de grote geelkuifkaketoe nauwelijks de leeftijd van 20 jaar. Dit komt door ziekten, roofdieren en de stress en het gevaar van elke dag.

### De grote geelkuifkaketoe als huisdier
Deze kaketoe heeft de reputatie de rustigste onder de geelkuifkaketoes te zijn. Het woord rustig is hier echter een relatief begrip omdat een 'rustige kaketoe' eigenlijk niet bestaat. Hij kan acrobatisch zijn en hangt graag ondersteboven aan een stok waar hij schreeuwend en slingerend de aandacht van de omgeving vraagt. Doordat ze groot zijn, zijn ze nogal lastig als huisdier te houden. Ze vragen veel aandacht en zijn erg luidruchtig. Ze hebben een ruime kooi nodig en moeten dagelijks de kans krijgen om hun vleugels te strekken. Als ze te weinig aandacht krijgen gaan ze (voortdurend) schreeuwen en gaan vaak verenplukken. De meeste grote geelkuifkaketoes die als huisdier worden gehouden zijn Triton kaketoes.

### Gezondheidsaspecten
Grote geelkuifkaketoes die goed verzorgd worden, worden zelden of nooit ziek. Als ze een uitgebalanceerde voeding krijgen en in een rustige, schone en niet te drukke omgeving zitten, voldoende bewegingsvrijheid hebben en frisse lucht dan blijft het afweersysteem van de grote geelkuifkaketoes intact en maakt ze ongevoelig voor ziekten. Erg jonge papegaaien en de oudere papegaaien zijn meer bevattelijk voor ziekten dan volwassen papegaaien. Hun uitwerpselen, hun gedrag en hun gewicht moet dagelijks gecontroleerd worden om de gezondheidstoestand van de grote geelkuifkaketoe in de gaten te houden. Hun uitwerpselen moeten bestaan uit drie delen: een groene kern, de normale uit de darm afkomstige uitwerpselen, een wit deel dat de stikstofhoudende resten bevat als uraten en ten slotte de vloeibare urine. De groene kern lijkt homogeen te zijn, goed verteerd en wormvormig. Stress kan er de oorzaak van zijn dat de uitwerpselen uit heldere vloeistof bestaan; en moet niet verward worden met diarree. Diarree laat onverteerd voedsel zien in de uitwerpselen en de uitwerpselen bestaan niet meer uit drie verschillende delen. Enige (plotse) verandering in de vorm van de uitwerpselen kan een teken van ziekte zijn.
Hetzelfde geldt voor een geleidelijke of snelle gewichtsafname. Het borstbeen, het uitstekende been onder de krop van de papegaai, moet regelmatig gecontroleerd worden om bekend te raken met de normale fysieke gesteldheid van de grote geelkuifkaketoe. Het moet tussen spierweefsel zitten. Als het moeilijk te vinden is, dan heeft de grote geelkuifkaketoe overgewicht en als het gaat uitsteken is de vogel te mager en moet er medisch advies gevraagd worden. Het algemene gedrag van de grote geelkuifkaketoe moet ook goed in de gaten worden gehouden. Hij moet actief zijn, met korte slaapperiodes, speeltijd en schreeuwkwartiertjes.
Een (plotselinge) gedragsverandering kan een voorteken van ziekte zijn. Symptomen kunnen niezen, overgeven, veren plukken en kauwen en hoesten zijn. Een grote geelkuifkaketoe zal zijn ziekte zo lang mogelijk verbergen en zal deze pas in een laat stadium tonen. Dit betekent dat, zodra we merken dat de grote geelkuifkaketoe ziek is, hij al (erg) ziek is. Hij moet dan warm worden gehouden (30° Celsius), goed in de gaten worden gehouden en het verdient aanbeveling een in papegaaien gespecialiseerde dierenarts te consulteren. Het vragen van medisch advies zodra de eerste symptomen verschijnen, betekent vaak het verschil tussen herstel of een fatale afloop. De ziekten kunnen bacteriële infecties (salmonellose, psittacosis) of virusinfecties zijn (veer- en snavelrotziekte (psittacine beak and feather disease)); Newcastleziekte; Ziekte van Pacheco; kliermaagdilatatieziekte (proventricular dilatation disease) of schimmelinfecties (aspergillosis), tumoren, uitgezakte cloaca, parasieten, worminfecties, verbrandingen, bevriezing, hersenschudding of voedingsgerelateerde ziekten (legnood, hypocalciëmie).
Een ander gezondheidsaspect van de grote geelkuifkaketoes zijn gedragsaspecten. Grote geelkuifkaketoes gaan soms verenplukken; en er is geen pasklaar antwoord hierop. De redenen voor dit gedrag zijn vaak complex. Het meeste risico lopen de volwassen grote geelkuifkaketoes die ouder dan vijf jaar zijn en in de woonkamer worden gehouden. Het kan veroorzaakt worden door frustratie over het niet kunnen voortplanten in combinatie met andere (omgevings) factoren zoals verveling en het ontbreken van de mogelijkheid om te baden of een (te) eenzijdig voedselaanbod. In theorie kunnen het ook parasieten zijn, maar dit is nagenoeg nooit de oorzaak. Het verenplukken begint meestal aan de onderzijde van de borst en kan zich uitbreiden naar alle bereikbare delen van het lichaam. Zodra de eerste signalen er zijn, moet er meteen ingegrepen worden, door de omgeving aan te passen en zo voor geestelijke stimulatie en afleiding te zorgen. Als het niet helpt, dan moet overwogen worden om er een partner bij te halen of een nieuw thuis voor hem te zoeken waar wel broedgelegenheid is. Als een grote geelkuifkaketoe hiermee begonnen is, blijft dit altijd een risico. Bij geelkuifkaketoes die in paren in volières worden gehouden, wordt dit gedrag veel minder waargenomen. Als het toch gebeurt, dan klikt het meestal niet met de huidige partner.
Doorgegroeide snavels en teennagels kunnen voorkomen worden door de grote geelkuifkaketoes voldoende mogelijkheden te geven om te knagen om zijn snavel op maat te houden. Als de snavel dan toch doorgroeit dan kan een in papegaaien gespecialiseerde dierenarts deze professioneel bijwerken. Zijn teennagels kunnen ook door deze arts bijgewerkt worden. Als de grote geelkuifkaketoe natuurstokken heeft (nooit betonnen of met schuurpapier belklede stokken, omdat dit de voeten aantast), dan worden de teennagels op een natuurlijke wijze kort gehouden.
Het drinken van alcohol en het inademen van tabakslucht (nicotine) kunnen erg gevaarlijk voor de grote geelkuifkaketoe zijn en hem (uiteindelijk) doen overlijden.

### Hybriden en mutaties
Er zijn kwekers die hybride kaketoes willen kweken, hoewel meer wetenschappelijk ingestelde liefhebbers dit sterk afkeuren. Bekend zijn hybriden van de grote geelkuif met de kleine geelkuifkaketoe (Cacatua sulphurea sulphurea), de oranjekuifkaketoe (Cacatua sulphurea citrinocristata), de Incakaketoe (Cacatua leadbeateri leadbeateri) en de naaktoog corella (Cacatua sanguinea sanguinea) en ten slotte de langsnavel corella (Cacatua tenuirostris). Niet al deze kruisingen waren vruchtbaar. Tegenstanders wijzen erop dat het vermengen van genetisch materiaal bij soorten met soms een bedreigde status er toe kan leiden dat de raszuivere wildvorm eerder kan uitsterven.
Er zijn ook veel mutaties bekend van de grote geelkuifkaketoe, zoals de lutino variant, die in de veren gelijkgekleurd is maar een hoornachtig gekleurde snavel heeft, vleeskleurige voeten en rode ogen.

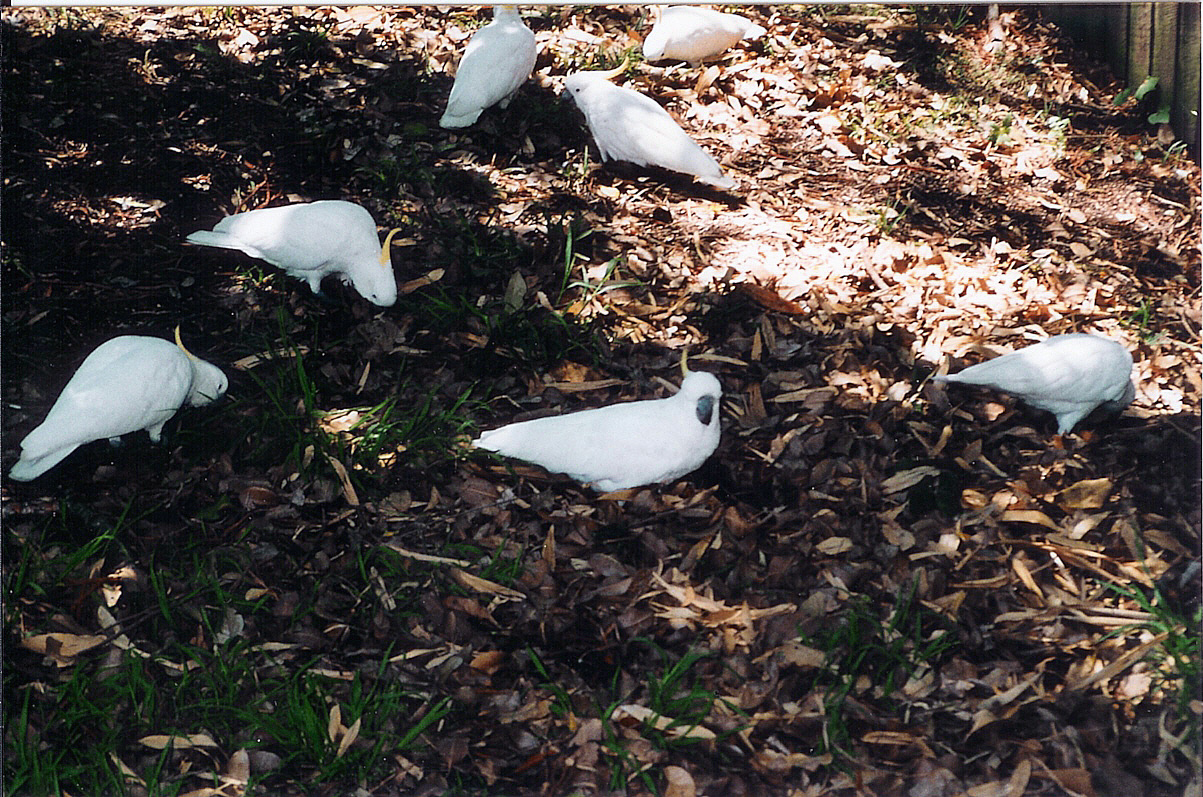
wilde geelkuiven in Australië